# Zdzisława Młodnicka
Zdzisława Młodnicka z d. Zaremba (ur. 21 września 1924 we Lwowie, zm. 28 marca 2009 we Wrocławiu) – polska aktorka teatralna i filmowa.

## Życiorys

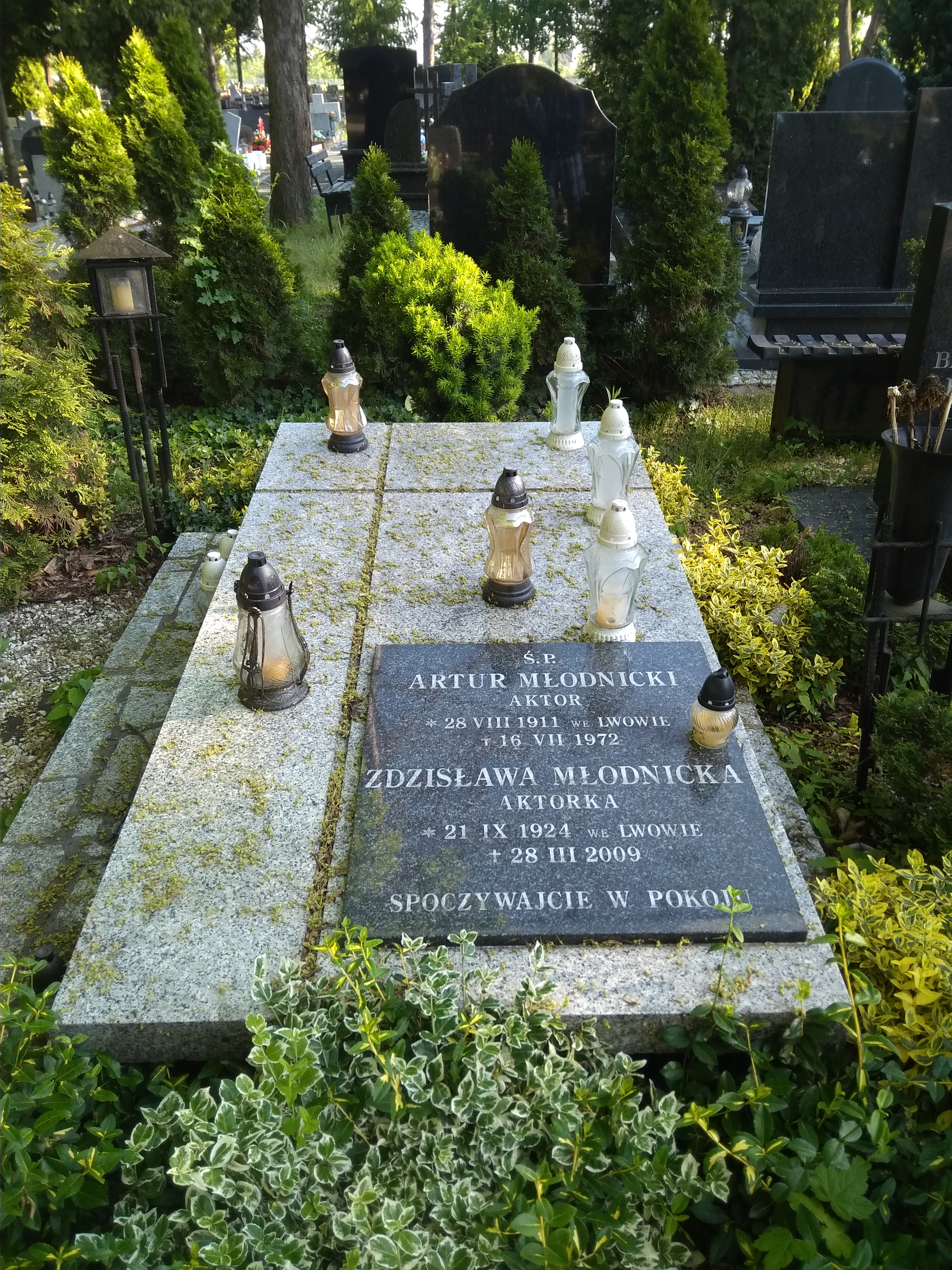
Grób Artura i Zdzisławy Młodnickich na Cmentarzu na Klecinie

Debiutowała w 1944 roku we Lwowie, gdzie grała na scenach: Polskiego Teatru Dramatycznego oraz Teatru Miniatur. W latach 1946–1948 przeniosła się do Szczecina, gdzie była członkinią zespołu Teatru Polskiego (wcześniej: Teatr Komedii Muzycznej). Następnie występowała w Poznaniu (Teatr Nowy, 1948-1949), Łodzi (Teatr Osa, 1949-1951) i Warszawie (Teatr Syrena, 1951-1952). Od 1952 roku pracowała we Wrocławiu, gdzie była aktorką Teatrów: Dramatycznych (Teatr Domu Wojska Polskiego, 1952-1968) oraz Polskiego (1970-1982). 

W 1981 roku zagrała swoją jedyna rolę filmową w telewizyjnej produkcji Wolny strzelec (reż. Wiesław Saniewski).
Była trzecią małżonką Artura Młodnickiego, aktora i reżysera. Wraz z mężem została pochowana na wrocławskim cmentarzu na Klecinie.